# Andy Coan
Andy Coan (Knoxville, 4 marzo 1958 – Boca Raton, 20 marzo 2017) è stato un nuotatore statunitense.

## Carriera
Specializzato nello stile libero, ha vinto la gara dei 100 metri ai campionati mondiali di Cali 1975, edizione nella quale ha vinto sia i 4x100m stile libero che i 4x100m misti.

## Palmarès
- Mondiali di nuoto

Cali 1975: oro nei 100m stile libero, nella 4x100m stile libero e nella 4x100m misti.
- Universiade

Sofia 1977: oro nella 4x100m stile libero e argento nella 4x100m stile libero.